# تکرار محتوا
محتوای تکراری (duplicate content) یک اصطلاح در حوزه‌ بهینه‌سازی برای موتورهای جستجو و توصیف‌کننده محتوای یکسانی است که در چند صفحه مختلف وب درج شده است. 
معمولاً این محتواها به صورت خط به خط کپی شده‌اند یا مشابه به متن اصلی هستند. ولی چیزی که مشخص است مطلب درج‌شده در این وب‌سایت‌ها مطلب اصل نیستند.
موتورهای جستجو قابلیت تشخیص این موضوع را دارند و قادرند تا این مطالب را از نتیجه جستجوی خود خارج کنند.
تاثیر اول این موضوع بر مدت زمان جستجو است و تأثیر دیگر آن بر بی‌ارزش جلوه‌کردن مطلب برای موتور جستجو است. محتوای تکراری توسط الگوریتم گوگل پاندا شناسایی می‌شوند و سایت‌هایی که بعنوان کپی کننده محتوا شناسایی شده‌اند توسط این الگوریتم جریمه می‌شوند. 

## علل و عوارض تکرار مطالب در سایت
1. دزدیدن محتوا
2. معماری بد سایت

## تکرار مطالب بر اثر معماری سایت
برخی از نمونه‌های معماری بد سایت که منجر به تکرار مطالب می‌شوند:
1. اختلافات URL (استفاده از پارامترهای URL)
2. اختلاف در https یا http (یعنی همزمان سایت با هر دو پروتکل نمایش داده شود)
3. اختلاف در با www و بدون www
4. صفحات طراحی‌شده برای چاپ مطلب